# Trail of Tears National Historic Trail
Le Trail of Tears National Historic Trail est un réseau américain de sentiers de randonnée parcourant neuf États entre la Caroline du Nord et l'Oklahoma. Long de 2 200 milles, il s'inscrit sur les traces des Nord-Amérindiens qui dans les années 1830 ont été forcés à se déplacer vers l'est par la Piste des Larmes. Il est classé National Historic Trail depuis 1987.